# Ectypus coriaceus
Ectypus coriaceus är en insektsart som beskrevs av Victor Antoine Signoret 1853. Ectypus coriaceus ingår i släktet Ectypus och familjen dvärgstritar. Inga underarter finns listade i Catalogue of Life.